# Can Bonada
El Mas Can Bonada és una masia del municipi de Queralbs (Ripollès) inclosa en l'Inventari del Patrimoni Arquitectònic de Catalunya.

## Descripció
Tradicionalment és considerat el mas de Serrat. Als segles xvi i xvii els seus formatges baixen a Ribes a quintars. Endinsada sobre aquesta, no conté elements de relació amb el carrer. La construcció del teulat denota el coneixement i l'ofici en l'ús dels materials i les tècniques constructives.

## Història
Serrat, situat a la cota dels 1.300 m. d'altitud, amb cases esglaonades al pendent de la serra. Anys enrere tenia una vintena de cases habitades. Ara només té quatre o cinc que siguin habitades permanentment i algunes altres de restaurades per a segona residència. La més notable és la casa Bonada, erigida a l'indret d'una torre de defensa aixecada l'any 1519. Serrat pertany a la demarcació parroquial de Fustanyà.